# Mak
Pour les articles homonymes, voir MAK.
Le mak (autonyme, ai33maːk31, chinois 莫, mò) est une langue tai-kadai parlée dans la province du Guizhou, en République populaire de Chine.

## Répartition géographique
Le mak est parlé par la population du même nom qui réside dans les communes de Yangfeng, Fangcun, Jialang et Diwo, toutes situées dans le xian de Libo, rattaché à la préfecture autonome buyei et miao de Qiannan de la province du Guizhou. Quelques Mak vivent dans le xian voisin de Dushan.
Les Mak, dans le xian de Libo, vivent en contact avec les Ai-cham et les Bouyei dans des villages séparés mais les mariages entre Mak et Bouyei sont fréquents. Le bouyei, qui est une langue tai-kadai comme le mak et l'ai-cham, est généralement utilisé dans la communication entre les membres de ces trois communautés. L'influence du bouyei est forte puisque les Mak et les Ai-cham n'ont pas de folklore musical propre et chantent les chants bouyei. Sur une population de 15 000 Mak, seuls 10 000 parlent la langue, les autres étant de langue bouyei.

## Classification interne
Le mak est une des langues kam-sui, un des sous-groupes des langues tai-kadai.

## Phonologie
Les tableaux présentent les phonèmes du mak parlé dans le village de Dali de la commune de Yangfeng (阳风).

### Voyelles
Les voyelles sont : 
|         | Antérieure | Centrale | Postérieure |
| ------- | ---------- | -------- | ----------- |
| Fermée  | i [i]      |          | u [u]       |
| Moyenne | e [e]      | ə [ə]    | o [o]       |
| Ouverte | a [a]      |          |             |

### Consonnes
les consonnes sont :
|               |              | Bilabiales | Alvéolaires | Alvéolaires | Alv.-p.     | Dorsales | Dorsales  | Glottales |
| ------------- | ------------ | ---------- | ----------- | ----------- | ----------- | -------- | --------- | --------- |
| Centrales     | Latérales    | Bilabiales | Palatales   | Vélaires    | Alv.-p.     |          |           | Glottales |
| Occlusives    | Sourdes      | p [p]      | t [t]       |             |             |          | k [k]     | ʔ [ʔ]     |
| Occlusives    | Aspirées     | ph [pʰ]    | th [tʰ]     |             |             |          | kh [kʰ]   |           |
| Occlusives    | Palatalisées | pj [pʲ]    | tj [tʲ]     |             |             |          |           |           |
| Occlusives    | Aspirées     | phj [pʲʰ]  |             |             |             |          |           |           |
| Occlusives    | Labialisées  |            | tw [tʷ]     |             |             |          | kw [kʷ]   |           |
| Occlusives    | Aspirées     |            |             |             |             |          | khw [kʷʰ] |           |
| Occlusives    | Sonores      | b [b]      |             |             |             |          |           |           |
| Occlusives    | Palatalisées | bj [bʲ]    |             |             |             |          |           |           |
| Occlusives    | Préglottal.  | ʔb [ʔb]    | ʔd [ʔd]     |             |             |          | ʔg [ʔg]   |           |
| Occlusives    | Palatalisées |            | ʔdj [ʔdʲ]   |             |             |          |           |           |
| Occlusives    | Labialisées  |            |             |             |             |          | ʔgw [ʔgʷ] |           |
| Fricatives    | Sourdes      | f [f]      | s [s]       |             | ɕ [ɕ]       |          |           | h [h]     |
| Fricatives    | Labialisées  |            | sw [sʷ]     |             |             |          |           |           |
| Fricatives    | Sonores      | v [v]      |             |             |             |          |           |           |
| Affriquées    | Sourdes      |            | ts [t͡s]     |             | tɕ [t͡ɕ]     |          |           |           |
| Affriquées    | Aspirées     |            |             |             | tɕh [t͡ɕʰ]   |          |           |           |
| Affriquées    | Labialisées  |            | tsw [t͡sʷ]   |             | tɕw [t͡ɕʷ]   |          |           |           |
| Affriquées    | Aspirées     |            |             |             | tɕhw [t͡ɕʷʰ] |          |           |           |
| Affriquées    | Préglottal.  |            |             |             | ʔdʑ [ʔd͡ʑ]   |          |           |           |
| Affriquées    | Labialisées  |            |             |             | ʔdʑw [ʔd͡ʑʷ] |          |           |           |
| Liquides      | Sonores      |            | r [r]       | l [l]       |             |          |           |           |
| Liquides      | Palatalisées |            |             | lj [lʲ]     |             |          |           |           |
| Liquides      | labialisées  |            | rw [rʷ]     | lw [lʷ]     |             |          |           |           |
| Nasales       | Sonores      | m [m]      | n [n]       |             | ɲ [ɲ]       |          | ŋ [ŋ]     |           |
| Nasales       | Palatalisées | mj [mʲ]    |             |             |             |          |           |           |
| Nasales       | Labialisées  |            | nw [nʷ]     |             | ɲw [ɲʷ]     |          | ŋw [ŋʷ]   |           |
| Semi-voyelles | Simples      | w [w]      |             |             |             | j [j]    |           |           |
| Semi-voyelles | Labialisées  |            |             |             |             | jw [jʷ]  |           |           |

### Tons
Le mak de Yangfeng est une langue tonale, avec 11 tons. Les tons 7 à 9 n'apparaissent qu'en syllabe fermées, se terminant par les consonnes p, t et k. Parmi ceux-ci, les tons 7, 8 et 9 sont longs, les tons 7' et 8' sont courts.
| Ton | Valeur | Exemple  | Traduction |
| --- | ------ | -------- | ---------- |
| 1   | 12     | ʔdja12   | œil        |
| 2   | 31     | liːm31   | faucille   |
| 3   | 33     | nam33    | eau        |
| 4   | 42     | mjaːi42  | rouillé    |
| 5   | 34     | khaːŋ34  | chercher   |
| 6   | 44     | jwaːu44  | courir     |
| 7   | 33     | phjaːt33 | sang       |
| 7'  | 44     | ʔbət44   | aveugle    |
| 8   | 42     | laːk42   | enfant     |
| 8'  | 31     | mət31    | fourmi     |
| 9   | 34     | tok34    | tomber     |